# Bubba Watson

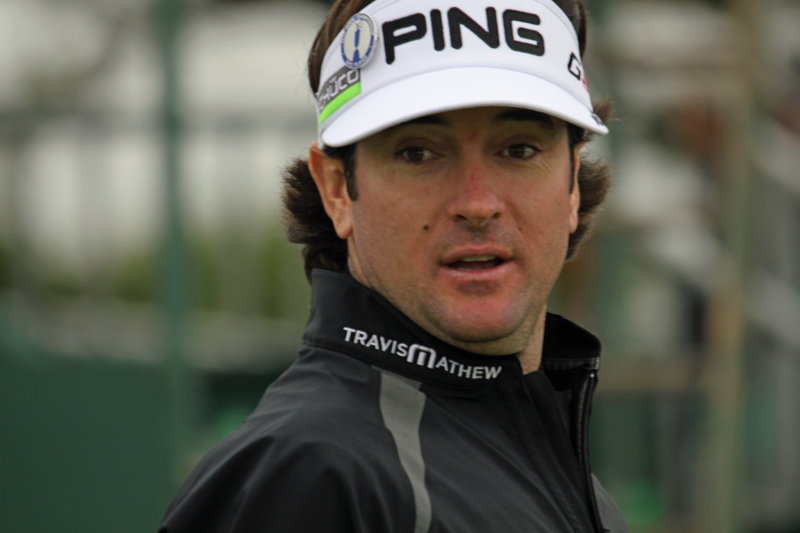
Bubba Watson

Gerry Lester "Bubba" Watson, Jr., född 5 november 1978 i Bagdad i Florida, är en amerikansk golfspelare på PGA-touren. Watson är en av få vänsterspelare på touren och har vunnit två majortävlingar samt har som bäst varit rankad som världstvåa enligt den officiella världsrankingen.
Watson är en av de längst slående spelarna på PGA Touren; 2017 har han en snittlängd på 308,1 yards (~281 meter).

## Biografi
Watson är född och uppväxt i Bagdad, Florida och började spela golf på Faulkner State Community College i Baldwin County, Alabama. Han bytte sedan till University of Georgia och spelade för deras skollag år 2000 och 2001.

### Proffskarriär
Watson blev proffs 2002 och spelade på Nationwide Touren mellan 2003 och 2005. Säsongen 2005 spelade Watson 24 tävlingar på Nationwide och noterade fem top-10 placeringar och ytterligare nio top-25 placeringar, vilket gjorde att han spelade in tillräckligt med pengar för att kvalificera sig för 2006 års säsong på PGA Touren. Under Watsons "rookie season" på PGA Touren spelade han in 1 019 264 dollar och placerade sig på 90:e plats på penninglistan vilket gav honom spelrättigheter för 2007 års säsong.

### 2010
Hans genombrott kom i juni 2010 då han vann Travelers Championship i Cromwell, Connecticut, genom att besegra Corey Pavin och Scott Verplank i särspel. Watson var sex slag bakom ledning inför sista rundan av tävlingen, men genom 66 slag (-4 under par) på söndagen så hamnade han i särspel, där Pavin slogs ut på det första särspelshålet. Verplank missade sin par-putt på det andra särspelshålet, medan Watson satte sin och vann.
Senare samma år blev Watson tvåa i PGA Championship på Whistling Straits, efter att ha förlorat i särspel mot Martin Kaymer. År 2010 placerade sig Watson på en 15:e plats på PGA Tourens penninglista och fick representera USA i Ryder Cup för första gången.

### 2011
Tidigt på 2011 års säsong vann Watson sin andra PGA Tourseger i Farmers Insurance Open. Tävlingen spelades under sista veckan av januari och Watson avslutade med 67 slag på söndagen för att vinna med ett slag över Phil Mickelson. Senare i maj samma år vann Watson sin tredje PGA Tourseger i Zurich Classic of New Orleans genom att besegra Webb Simpsons i särspel. Han var tre slag efter ledning inför sista rundan, men avslutade med 69 slag på söndagen för att tvinga till särspel. Båda spelarna gjorde birdie på det första särspelshålet, men Watson vann på det andra särspelshålet genom att sänka en fyra meter lång putt för birdie.
Watson spelade French Open på Europatouren i juli 2011 där han kritiserade tävlingsarrangörerna för bristande säkerhet och organisering. Han uttalade även att han inte skulle spela fler tävlingar på Europatouren.

### 2012
Watson inledde säsongen med tre top-10-placeringar, varav en andraplats i WGC-Cadillac Championship.

#### Första segern i US Masters
Watsons först majorseger kom i april 2012 då han vann US Masters. Watson var -6 under par efter 54 hål, vilket gjorde att han var tre slag efter ledaren Peter Hanson. Watson var på par efter 12 hål under sista rundan, men följde upp det med birdie på hål 13-16, för att gå på 68 slag (-4 under par) och delad ledning i klubbhuset tillsammans med Louis Oosthuizen. Samtidigt gick Peter Hanson på 73 slag och föll tillbaka två slag efter Watson och Oosthuizen, och Phil Mickelson som var ensam tvåa efter 54 hål på -8 under par gjorde trippelbogey på det 4:e hålet, för att landa på 72 slag och två slag efter ledarna. Detta ledde till särspel där både Oosthuizen och Watson gjorde par på det par-4 18:e hålet. Under det andra särspelshålet - par-4 hål 10 - slog bägge spelarna in i skogen på höger sida. Därifrån slog Watson ett mirakulöst slag upp på green, medan Oosthuizen missade och gjorde bogey. Watson tvåputtade sedan för ett par och vann mästerskapet.
Han missade kvalgränsen under de följande tävlingarna, men veckan efter US Open hamnade han på delad andraplats i Travelers Championship. Han slutade sedan på 23:e i British Open och på delad 11:e plats i PGA Championship som var årets sista major.

### 2014
Watson tog sin femte seger på PGA Touren (och sin första sedan US Masters 2012) i februari 2014 genom att vinna Northern Trust Open. Han hade 64 slag på lördagen och 64 slag på söndagen för att vinna över Dustin Johnson med två slag.

#### Andra segern i US Masters
Watson vann sin andra majortävling i april 2014 med tre slag över Jonas Blixt och Jordan Spieth. Till skillnad från förra vinsten i US Masters så var Watson denna gång i delad ledning med då 20 år gamla Jordan Spieth, som spelar tävlingen för första gången. Spieth och Watson spelade ihop under söndagens tävlingsvarv, där Spieth genom att göra birdie på det 7:e hålet, och leda med två slag över Watson. Spieth gjorde sedan bogey på det 8:e samt 9:e hålet, medan Watson gjorde birdie på bägge hålen, vilket gav honom två slags ledning.
Watson vann sedan samma år sin första WGC-tävling i november, om än tävlingen räknas in i 2015 års PGA Toursäsong. Tävlingen spelades på Sheshan International Golf Club i Shanghai, där Watson avslutade med 70 slag på sista tävlingsvarvet. Hans sista fem hål bestod av: eagle, birdie, par, bogey och dubbelbogey. Tim Clark avslutade med birdie på det 18:e och noterade 69 slag på söndagen för att dela ledningen med Watson på -11 under par, något som resulterade i särspel. Watson gjorde birdie på första särspelshålet för att vinna tävlingen. Vinsten gjorde att han klättrade till en tredjeplats på den officiella världsrankingen.

### 2015–2017
Watson vann Travelers Championship för andra gången. Han noterade ytterligare sju top-10-placeringar under säsongen, samt en vinst i den inofficiella tävlingen Hero World Challenge på Bahamas i december, med tre slag över Patrick Reed.
Watson vann sin nionde PGA Tourtävling i februari 2016 i Northern Trust Open, samt placerade sig top-10 ytterligare fyra gånger under säsongen.

### 2018
I februari 2018 vann Bubba sin första tävling sedan 2016, genom att sluta 12-under par i Genesis Open. Bubba var i ledning efter 54 hål, men under den avslutande ronden skiftade ledningen ett flertal gånger mellan olika spelare. Ledningen återgick dock till Bubba som vann med två slag över Kevin Na och Tony Finau.
En månad senare, i Austin, Texas, vann Bubba sin andra WGC-tävling och sin elfte PGA Tourtävling i och med segern i WGC-Match Play. Bubbas 7&6-vinst i finalmatchen mot Kisner är den största segermarginalen sedan formatet för finalmatchen ändrades till 18 hål istället för 36 hål 2011. Men redan innan dess var den största segern sedan tävlingens start 1999 Tiger Woods vinst mot Stewart Cink, som besegrades med 8&7 under 2008. Bubba vann även alla matcher förutom en, vilken han delade mot Julian Suri. Han vann över världstvåan Justin Thomas i semifinalmatchen med 3&2.

## Vinster

### Vinster på PGA Tour
| No. | Datum        | Tävling                          | Resultat        | Mot par | Segermarginal | Runner(s)-up                |
| --- | ------------ | -------------------------------- | --------------- | ------- | ------------- | --------------------------- |
| 1   | Jun 27, 2010 | Travelers Championship           | 65-68-67-66=266 | −14     | Särspel       | Corey Pavin, Scott Verplank |
| 2   | Jan 30, 2011 | Farmers Insurance Open           | 71-65-69-67=272 | −16     | 1 slag        | Phil Mickelson              |
| 3   | 1 maj 2011   | Zurich Classic of New Orleans    | 66-68-70-69=273 | −15     | Särspel       | Webb Simpson                |
| 4   | Apr 8, 2012  | Masters Tournament               | 69-71-70-68=278 | −10     | Särspel       | Louis Oosthuizen            |
| 5   | Feb 16, 2014 | Northern Trust Open              | 70-71-64-64=269 | −15     | 2 slag        | Dustin Johnson              |
| 6   | Apr 13, 2014 | Masters Tournament (2)           | 69-68-74-69=280 | −8      | 3 slag        | Jonas Blixt, Jordan Spieth  |
| 7   | Nov 9, 2014  | WGC-HSBC Champions               | 71-67-69-70=277 | −11     | Särspel       | Tim Clark                   |
| 8   | Jun 28, 2015 | Travelers Championship (2)       | 62-67-68-67=264 | −16     | Särspel       | Paul Casey                  |
| 9   | Feb 21, 2016 | Northern Trust Open (2)          | 66-68-67-68=269 | −15     | 1 slag        | Jason Kokrak, Adam Scott    |
| 10  | Feb 18, 2018 | Genesis Open                     | 68-70-65-69=272 | -12     | 2 slag        | Kevin Na, Tony Finau        |
| 11  | Mar 25, 2018 | WGC-Dell Technologies Match Play | 7&6             | 7&6     | 7&6           | Kevin Kisner                |

### Majorsegrar
| År   | Mästerskap             | Efter 54 hål  | Resultat        | Mot par | Segermarginal | Runner(s)-up               |
| ---- | ---------------------- | ------------- | --------------- | ------- | ------------- | -------------------------- |
| 2012 | Masters Tournament     | 3 slag bakom  | 69-71-70-68=278 | -10     | Särspel1      | Louis Oosthuizen           |
| 2014 | Masters Tournament (2) | Delad ledning | 69-68-74-69=280 | -8      | 3 slag        | Jonas Blixt, Jordan Spieth |

1Besegrade Louis Oosthuizen i ett särspel med par det på andra särspelshålet.

## Lagtävlingar
- Ryder Cup: 2010, 2012, 2014, 2018
- Presidents Cup: 2011, 2015
- Wendy's 3-Tour Challenge (representerade PGA Tour): 2007, 2009, 2010.